# بابیاک (شهرستان کوو)
بابیاک (به لهستانی:  Babiak) یک روستا در لهستان است که در گمینا بابیاک واقع شده‌است. بابیاک ۱٬۷۰۰ نفر جمعیت دارد.